# Генерал-лейтенант-инженер
Генерал-лейтенант-инженер — воинское звание высшего офицерского состава инженерных служб всех родов войск в Вооружённых Силах СССР в 1971—1984 годах.

## История
Введено Указом Президиума Верховного Совета СССР от 18 ноября 1971 г. № 2319-VIII «О воинских званиях офицерского состава Вооруженных Сил СССР» вместо звания генерал-лейтенант инженерно-технической службы (в соответствии с постановлением Совета Министров СССР от 18 ноября 1971 г. № 846 «Об утверждении Положения о прохождении воинской службы офицерским составом Вооруженных Сил СССР» генерал-лейтенант инженерно-технической службы стали считаться состоящими в воинском звании генерал-лейтенант-инженер).
Исключено из перечня воинских званий Указом Президиума Верховного Совета СССР от 26 апреля 1984 г. № 89-XI «О воинских званиях офицерского состава Вооруженных Сил СССР». После исключения воинского звания генерал-лейтенант-инженеры стали считаться состоящими в воинских званиях генерал-лейтенант или генерал-лейтенант авиации.

## Список генерал-лейтенантов-инженеров
- Селезнёв, Николай Павлович (18.11.1971)